# Административно деление на Сенегал
Сенегал е разделена на 11 области, всяко от която се управлява от областен съвет. Областите са разделени на департаменти, като общият брой на департаментите е 34. Столиците на областите носят техните имена. Областите са:
- Дакар
- Диурбел
- Фатик
- Каолак
- Колда
- Луга
- Матам
- Сен-Луи
- Тамбакунда
- Тиес
- Зигиншор